# Swetlana Korkina
Swetlana Korkina (russisch Светлана Коркина; * 6. Juli 1971) ist eine russische Schachspielerin.

## Schach
Schachturniere spielte Swetlana Korkina nur zwischen 1989 und 1994.
Bei der Europameisterschaft 1989 der Mädchen U20 in Dębica wurde sie Vizemeisterin hinter Swetlana Matwejewa aus der UdSSR, jedoch vor Vera Peicheva. Bei einem Moskauer Frauenturnier mit 58 Teilnehmerinnen spielte sie 1990. Bei der sowjetischen Frauenmeisterschaft der Unionsrepubliken spielte sie 1991 für die Russische Sozialistische Föderative Sowjetrepublik am vierten Brett. Außerdem nahm sie am Berliner Sommer 1994 teil. In einem internationalen Turnier 1994 in Wladiwostok, das Großmeister Sərxan Quliyev aus Aserbaidschan gewann, holte sie 3,5 Punkte aus 9 Partien.
Sie erhielt von der FIDE 1992 den Titel Internationaler Meister der Frauen. Ihre höchste Elo-Zahl betrug 2305 im Juli 1990.